# パンプーシュカ

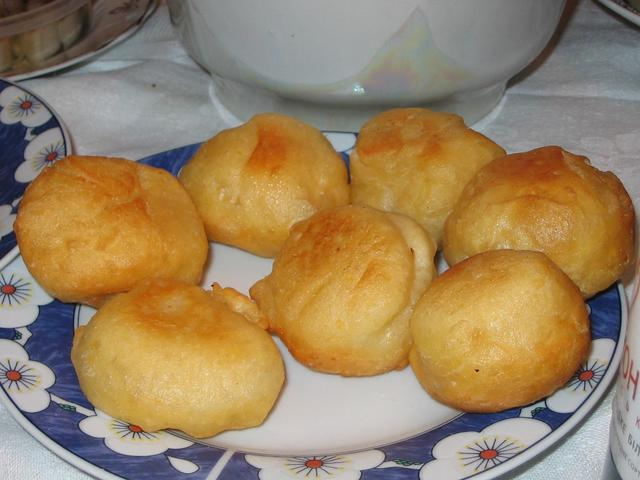
伝統的なパンプーシュカ

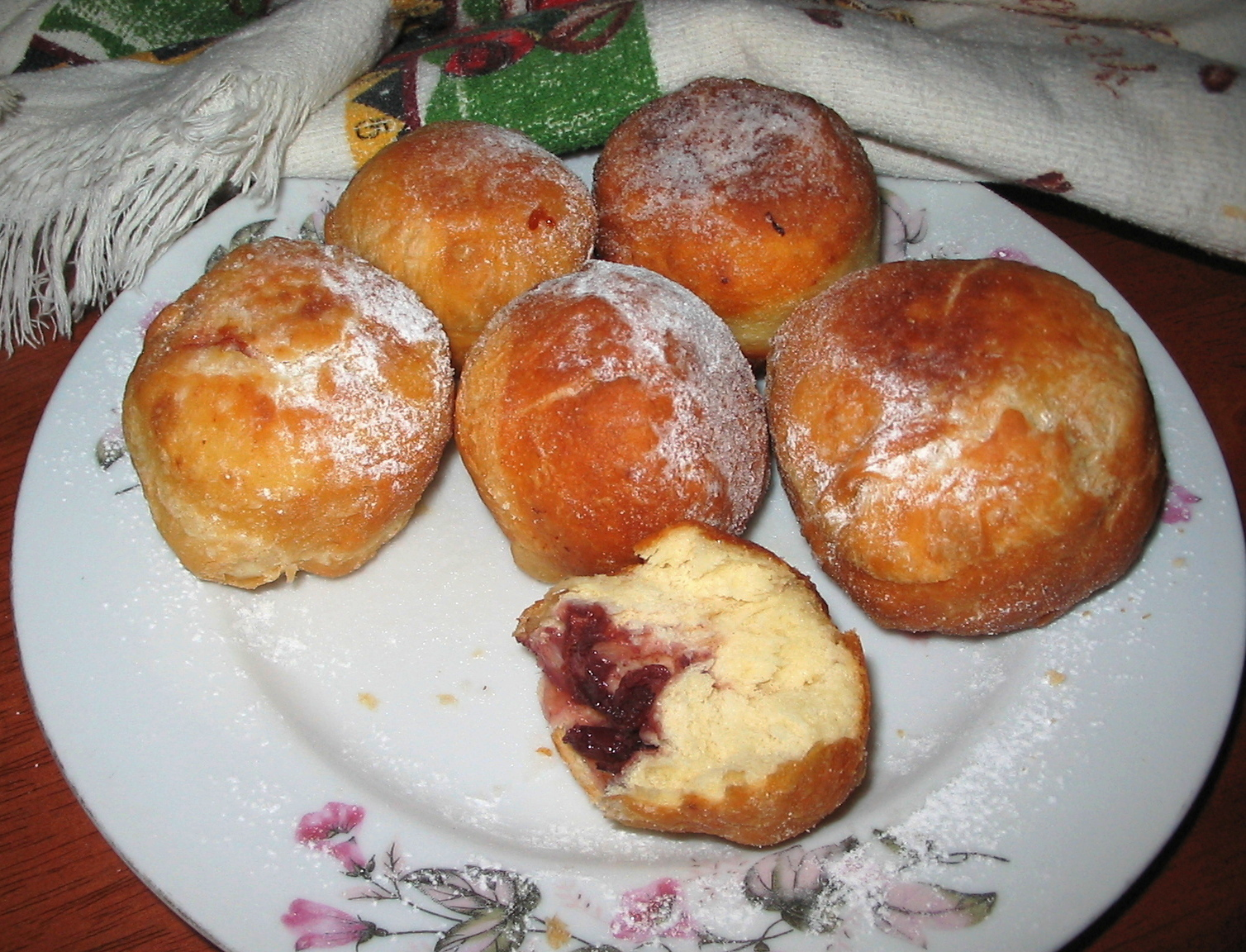
桜桃の甘いパンプーシュカ

パンプーシュカ（ウクライナ語：пампушка；意訳「小パン」）は、ウクライナの伝統料理の一つで、丸いふかふかの小さな揚げパンである。

## 概要
パンプーシュカは酵母を加えた小麦粉・蕎麦粉・ライ麦粉・半小麦半蕎麦粉などによってつくられる。伝統的なパンプーシュカに具はないが、時には甘い果物（苺・桜桃・リンゴ）や芥子の実などが中身として使用されることがある。伝統的なパンプーシュカはニンニクの汁をかけてボルシチやスープの副食として食されるが、一方、甘いパンプーシュカは食後のデザートとして食べられる。なお、甘いパンプーシュカはドイツのベルリーナーとポーランドのポンチキと類似している。
2008年以後、毎年ウクライナのリヴィウではパンプーシュカ祭が行われる。